# Východoevropský oligarcha

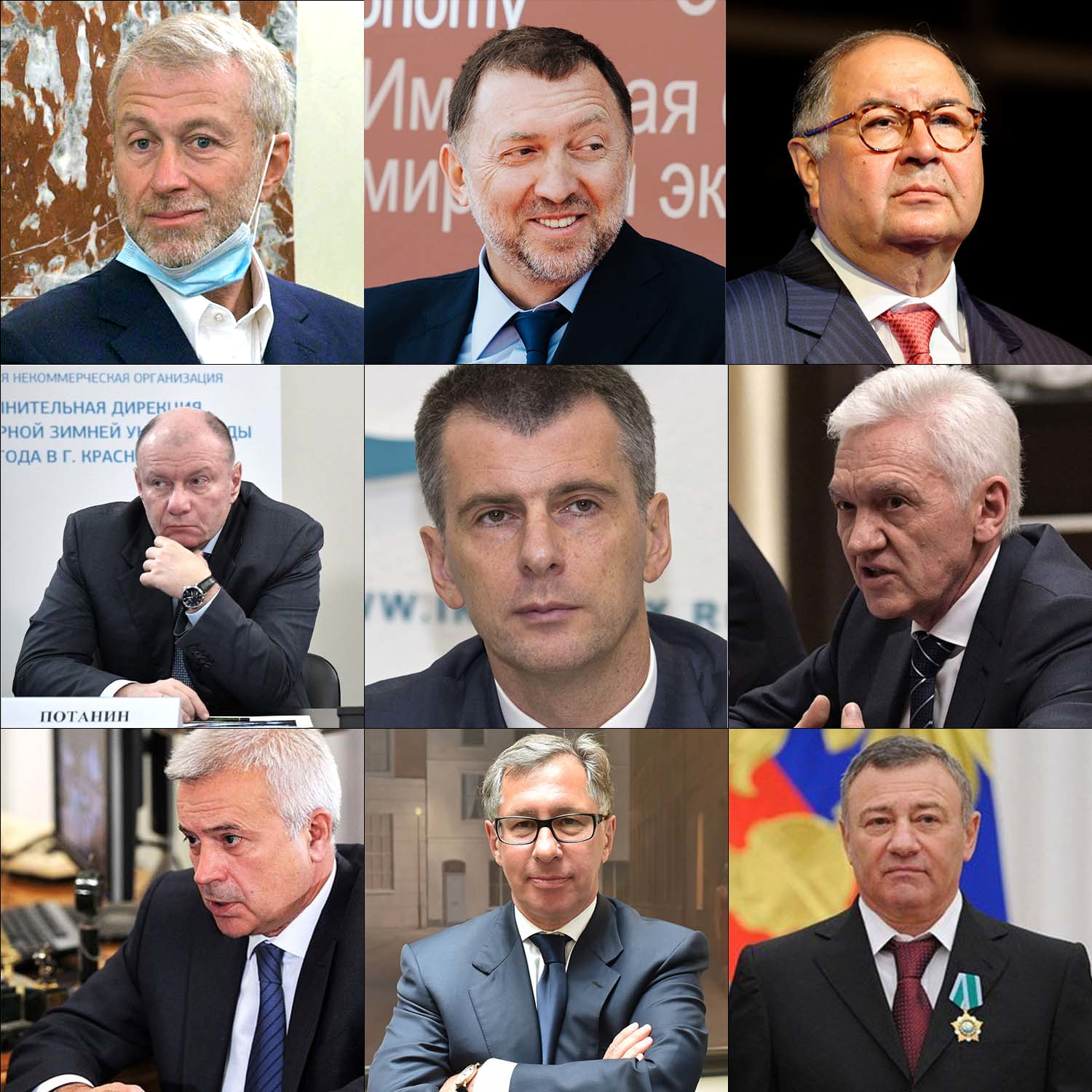
Někteří ruští oligarchové (zleva nahoře): Roman Abramovič, Oleg Děripaska, Ališer Usmanov, Vladimir Potanin, Michail Prochorov, Gennadij Timčenko, Vagit Alekperov, Petr Aven a Arkadij Rotenberg.

Východoevropský oligarcha je termín pro obchodního nebo průmyslového magnáta ve Východní Evropě, především v postsovětských republikách, který rychle zbohatl po rozpadu SSSR. Termín pochází z ruštiny[zdroj?] a nemusí nutně znamenat, že oligarcha má politickou moc (jak by slovo odvozené od oligarchie mohlo naznačovat). Někteří oligarchové nicméně politickou moc mají. Přesná definice východoevropského typu oligarchy a jeho specifika oproti dalších mocným osobám označitelným jako "oligarchové" není ale ustálená.
Ze států bývalého východního bloku se oligarchové objevili především v Rusku a na Ukrajině, kde tomu zavdal předpoklady naprostý rozpad a rozklad státních struktur v 90. letech 20. století, což jim umožnilo dostat se k majetku v některých případech i kriminální činností. V bývalých sovětských satelitních a v baltských státech se sice zbohatlíci objevili také, ale v menší míře a bez reálné politické moci. Někteří analytici přirovnávají moderní ruské oligarchy ke středověkým bojarům Moskevského knížectví. V Bělorusku a Kazachstánu[zdroj⁠?!] se moci brzy chopili diktátoři, kteří vzestupu oligarchů zabránili. V Bělorusku také existují „oligarchové,“ ale jsou výrazně chudší a poplatní režimu.

## Ruští oligarchové

### Oligarchové z doby Borise Jelcina
- Boris Berezovskij
- Michail Chodorkovskij, bývalý vlastník ropné společnosti Jukos, 11 let vězněn v době vlády Vladimira Putina, většina jeho majetku přešla do vlastnictví státních společností
- Alexandr Smolenskij
- Michail Fridman
- Vladimir Gusinskij
- Vladimir Vinogradov
- Vladimir Potanin

Éra bezmezné moci některých oligarchů skončila rokem 2000 s nástupem Vladimira Putina do prezidentské funkce. Někteří oligarchové, kteří se postavili proti novému vládci Kremlu, přišli o svůj majetek nebo skončili ve vězení.

### Oligarchové z doby Vladimira Putina
- Roman Abramovič, bývalý gubernátor Čukotky, bývalý vlastník Chelsea FC a občan Izraele
- Oleg Děripaska
- Ališer Usmanov
- Michail Prochorov
- Michail Čornyj
- Viktor Vekselberg
- Sergej Pugačov
- Michail Gucerijev
- Alexej Mordašov
- Arkadij Gajdamak
- Anatolij Čubajs
- Vladimir Lisin
- Vladimir Jevtušenkov
- Vitalij Malkin
- Vagit Alekperov
- Jevgenij Prigožin
- Gennadij Timčenko

## Ukrajinští oligarchové
- Rinat Achmetov, nejbohatší občan Ukrajiny
- Petro Porošenko, podle údajů časopisu Forbes z března 2014 je sedmým nejbohatším Ukrajincem.[3] Vlastní mj. firmu Rošen, která je největším ukrajinským výrobcem čokolády, a je tak znám pod přezdívkou čokoládový král.[4] V červnu 2014 se stal prezidentem Ukrajiny.
- Leonid Černoveckij, bankéř a bývalý starosta Kyjeva
- Dmytro Firtaš, podnikatel v plynovém průmyslu
- Andrij Kljujev
- Ihor Kolomojskyj
- Viktor Pinčuk, zeť bývalého prezidenta Leonida Kučmy
- Julija Tymošenková
- Serhij Tihipko
- Pavlo Lazarenko, bývalý premiér Ukrajiny, usvědčen v USA za vydírání, praní špinavých peněz a wire fraud v roce 2004 (uvězněn 25. srpna 2006), propuštěn z vězení FCI Terminal Island 1. prosince 2012. Žije se svou rodinou v Kalifornii.
- Vadim Rabinovič
- Oleksandr Jaroslavskij
- David Žvanija